# Jan Weiss
Jan Weiss, né le 10 mai 1892 à Jilemnice et mort le 7 mars 1972 à Prague, est un auteur tchécoslovaque de romans fantastiques et de science-fiction.

## Biographie
Fait prisonnier et déporté en Sibérie pendant la première guerre mondiale, Jan Weiss y contracte la fièvre typhoïde ; cette terrible expérience apparait comme toile de fond de la plupart de ses écrits. 
La Baraque de la mort parue en 1927, Le Régiment fou datant de 1930, par exemple.
Jan Weiss s'oriente ensuite de plus en plus vers la science-fiction, avec, entre autres, Du cheval blanc et Le Pays des Petits-Fils.

## Œuvres
- La Baraque de la mort, 1927
- La Maison aux mille étages (Dům o tisíci patrech), 1929
- Le Dormeur du Zodiaque (Spáč ve zvěrokruhu), 1937
- Histoires anciennes et nouvelles, 1954
- Le Régiment fou, 1930